# Dicliptera columbiana
Dicliptera columbiana är en akantusväxtart som beskrevs av Emery Clarence Leonard. Dicliptera columbiana ingår i släktet Dicliptera och familjen akantusväxter. Inga underarter finns listade i Catalogue of Life.